# Splay-Baum
In der Informatik ist ein Splay-Baum (auch Spreizbaum genannt, englisch splay tree) ein spezieller Typ eines binären Suchbaums. Der Splay-Baum ist eine selbst-organisierende Datenstruktur mit der Besonderheit, dass die Organisation der gespeicherten Elemente sich potentiell nicht nur bei Modifikationen (wie bei AVL-Baum und Rot-Schwarz-Baum) ändert, sondern auch bei bloßen Anfragen. Die angefragten Elemente werden in die Nähe der Wurzel „gespült“, so dass sie bei einer alsbaldigen erneuten Suche schneller gefunden werden. Alle wichtigen Operationen wie Einfügen, Suchen und Löschen werden (amortisiert) effizient ausgeführt. Für eine gegebene Anfragesequenz verhält sich der Splay-Baum bezüglich der asymptotischen Laufzeit aller Anfragen äquivalent zu einer optimalen statischen Datenstruktur für diese Sequenz. Diese Eigenschaft bezeichnet man als „statische Optimalität“. Es wird vermutet, dass die asymptotische Laufzeit der Anfragesequenz auch äquivalent zu der einer optimalen dynamischen Datenstruktur ist. Diese Vermutung ist als „dynamische Optimalität“ bekannt und gilt als eines der bekanntesten offenen Probleme auf dem Gebiet der Datenstrukturen.
Splay-Bäume wurden 1985 von Daniel Sleator und Robert Tarjan unter dem Namen Self-Adjusting Binary Search Trees vorgestellt.

## Operationen
Splay-Bäume haben gegenüber normalen Bäumen eine besondere Operation splay, mittels welcher alle anderen Operationen sehr leicht durchgeführt werden können.

### Splay
Wird die Splay-Operation auf ein Element {\displaystyle x} in einem Baum {\displaystyle T} angewendet, so sorgt sie dafür, dass {\displaystyle x} nach der Operation in der Wurzel von {\displaystyle T} steht. Dies wird erreicht, indem das Element Schritt für Schritt im Baum hinaufrotiert wird, bis es schließlich bei der Wurzel angekommen ist. Hierzu wird {\displaystyle x} jeweils mit seinem Vater bzw. Großvater verglichen. Aufgrund dieses Vergleiches werden insgesamt sechs Fälle unterschieden, die jeweils paarweise symmetrisch sind.
Anmerkung: Rotationen sind im Artikel Binärbaum beschrieben.
Zick-Rotation
Falls {\displaystyle x} das linke Kind seines Vaters ist und keinen Großvater hat, und somit bereits direkt unter der Wurzel steht, wird eine zick-Rotation (Rechts-Rotation) durchgeführt. Nun ist {\displaystyle x} die neue Wurzel des Baumes und die Splay-Operation beendet. Liegt {\displaystyle x} im rechten Teilbaum seines Vaters, wird analog eine zack-Rotation (Links-Rotation) durchgeführt. Hat {\displaystyle x} einen Großvater, so können zwei Einzelrotationen zu einer Kompositrotation zusammengesetzt werden.
Zick-Zick-Rotation
Ist {\displaystyle x} das linke Kind seines Vaters, welcher das linke Kind des Großvaters von {\displaystyle x} ist, so wird eine zick-zick-Rotation (zwei Rechts-Rotationen) durchgeführt. Hierbei wird {\displaystyle x} mit dem Großvater vertauscht und alle weiteren Unterbäume werden an die entsprechenden Stellen gesetzt. Falls {\displaystyle x} nach der Rotation noch nicht in der Wurzel des Baumes steht, so wird weiterrotiert. Symmetrisch hierzu die zack-zack-Rotation, falls {\displaystyle x} das rechte Kind seines Vaters ist, welcher das rechte Kind des Großvaters von {\displaystyle x} ist.
Zack-Zick-Rotation
Ist {\displaystyle x} das zweite Kind (von links) seines Großvaters, so wird eine zack-zick-Rotation (Links-Rotation gefolgt von einer Rechts-Rotation) durchgeführt. Hierbei tauscht {\displaystyle x} die Position mit seinem Großvater und alle weiteren Unterbäume werden an die entsprechenden Stellen gesetzt. Falls {\displaystyle x} nach der Rotation noch nicht in der Wurzel des Baumes steht, so wird weiterrotiert. Symmetrisch hierzu die zick-zack-Rotation, falls {\displaystyle x} das linke Kind seines Vaters ist, welcher das rechte Kind des Großvaters von {\displaystyle x} ist.
Amortisierte Laufzeit: {\displaystyle O(\log n)}

### Suchen
Um ein Element {\displaystyle x} im Baum {\displaystyle T} zu suchen, führt man einfach {\displaystyle splay(x,T)} aus. Dies bewirkt, dass, falls {\displaystyle x} in {\displaystyle T} enthalten war, es nun in der Wurzel steht. Somit muss man nur noch die neue Wurzel mit {\displaystyle x} vergleichen. Sind sie unterschiedlich, war {\displaystyle x} nicht im Baum.
Amortisierte Laufzeit: {\displaystyle O(\log n)}

### Einfügen
Um ein Element {\displaystyle x} in einen Splay-Baum {\displaystyle T} einzufügen, sucht man zuerst wie in einem Binärbaum nach {\displaystyle x}. Nachdem diese Suche erfolglos endet, bekommt man den Knoten {\displaystyle v}, an dem {\displaystyle x} angehängt werden müsste. Dieser Knoten {\displaystyle v} wird jetzt mit der splay-Operation an die Wurzel gebracht. Somit ist {\displaystyle v} nun an der Wurzel und hat zwei Teilbäume {\displaystyle T_{1}} und {\displaystyle T_{2}}. Jetzt wird die split-Operation ausgeführt:
{\displaystyle x} wird mit {\displaystyle v} verglichen:
wenn {\displaystyle x} größer als {\displaystyle v}, dann wird {\displaystyle v} mit seinem linken Teilbaum {\displaystyle T_{1}} links an {\displaystyle x} angehängt. Der rechte Teilbaum {\displaystyle T_{2}} wird rechts an {\displaystyle x} angehängt.
wenn {\displaystyle x} kleiner als {\displaystyle v}, dann wird {\displaystyle v} mit seinem rechten Teilbaum {\displaystyle T_{2}} rechts an {\displaystyle x} angehängt. Der linke Teilbaum {\displaystyle T_{1}} wird links an {\displaystyle x} angehängt.
Somit ist {\displaystyle x} an der Wurzel und an der richtigen Stelle.
Amortisierte Laufzeit: {\displaystyle O(\log n)}

### Löschen
Um {\displaystyle x} aus {\displaystyle T} zu löschen, führt man erst einmal eine Suche auf {\displaystyle x} aus, wird das Element gefunden, wird es gelöscht, und der Unterbaum an den Elternknoten {\displaystyle P(x)} angehängt. Gefolgt von {\displaystyle splay(P(x),T)}, welches den Elternknoten in die Wurzel holt.
Amortisierte Laufzeit: {\displaystyle O(\log n)}

### Vereinigen
Die Operation join vereinigt zwei Splay-Bäume {\displaystyle T_{1}} und {\displaystyle T_{2}}, welche unmittelbar vorher mittels split getrennt wurden. Hierbei wird zuerst mittels {\displaystyle splay(\infty ,T_{1})} das maximale Element {\displaystyle x_{1}} des ersten Baumes gesucht und in die Wurzel rotiert. Da die beiden Bäume {\displaystyle T_{1}} und {\displaystyle T_{2}} das Ergebnis einer vorherigen split-Operation sind, sind alle Elemente in {\displaystyle T_{2}} größer als die Elemente in {\displaystyle T_{1}}, weswegen man den Baum {\displaystyle T_{2}} nun ohne Probleme zum rechten Kind von {\displaystyle x_{1}} machen kann.
Amortisierte Laufzeit: {\displaystyle O(\log n)}

### Aufsplitten
Um einen Splay-Baum {\displaystyle T} bei dem Knoten {\displaystyle x} in zwei Splay-Bäume aufzusplitten, macht man zuerst {\displaystyle x} mittels splay zur Wurzel von {\displaystyle T}. War {\displaystyle x} im Baum enthalten, kann man nun die Verbindung zu einem der beiden Teilbäume einfach trennen. Steht nach der Splay-Operation ein anderes Element {\displaystyle y} in der Wurzel, so war {\displaystyle x} selbst nicht in {\displaystyle T} enthalten. Ist {\displaystyle x} nun kleiner als {\displaystyle y}, so kann man das linke Kind von {\displaystyle y} abschneiden, andernfalls sein rechtes.
Amortisierte Laufzeit: {\displaystyle O(\log n)}